# مسجد أنواري
مسجد أنواري (بالإنجليزية : Masjid-o-Anwari) هو مسجد في حي تريبليكان في مدينة تشيناي إلى الشرق من الهند، شيد المسجد من قبل أنوار الدين محمد خان أحد حكام نواب كارناتيك في القرن الثامن عشر الميلادي، يقع المسجد في شارع كبير من شوارع المدينة، وقد استخدم المسجد كمسجد تجمعي حتى عام 1847 .